# Jaiku
Jaiku（ジャイク）は、かつてあったソーシャルネットワーキング、マイクロブログ、ライフストリーミングサービスである。Twitterより1か月早くサービスを開始し、それに匹敵するサービスと称されていた。
Jaikuは2006年2月にフィンランドのユリ・エンゲストロームとペッテリ・コポネンによって設立され、同年7月にサービスを開始した。
2007年10月9日にGoogleに買収された後、2012年1月15日にサービスを終了した。
Googleに買収される前は、ヘルシンキに本社を置いていた。

## 歴史
Jaikuは2006年2月にヘルシンキに拠点を置くJaiku Ltd.によって開設された。Jaikuの創設者たちは、Jaikuの短文投稿が日本の俳句 (Japanese Haiku) に似ているという理由でこの名前を選んだ。また、フィンランドの先住民族であるサーミ人は、伝統的にヨイク(Joiku)を歌って物語を共有してきた。
2007年10月9日、GoogleはJaiku Ltd.を買収した。
2009年1月14日、Googleは、Jaikuの製品をオープンソース化して、Jaikuのコードベースを積極的に開発せず、代わりに開発をGoogleの情熱的なボランティアチームに任せると発表した。取引の金銭的な条件は公表されていない。JaikuチームはGoogleの次期G-phoneプロジェクトにも協力すると言われていた。新規ユーザー登録は終了した。
2009年3月12日、JaikuはGoogle App Engineプラットフォーム上で再ローンチされ、2009年3月13日にはJaikuEngine（jaiku.comのコードベースと同等のオープンソース）のソースコードが公開された。その意図は、完全にカスタマイズ可能なマイクロブログを提供することで、企業向けマイクロブログの分野で競争することだった。
2011年10月14日、GoogleはJaikuを2012年1月15日までに閉鎖すると発表した。Google BuzzやiGoogleのソーシャル機能の閉鎖も同時期に発表された。
2011年11月29日、元ユーザーのグループが、デジタル遺産の重要な部分を保存するために、Jaikuarchive.com - The Jaiku Presence archiverを立ち上げた。オリジナルのアーカイブサイトは2014年中にシャットダウンされ、それ以降はオフラインになっている。
2020年8月現在、jaiku.comドメインはGoogleのサーバー上のエラーページにつながるようになっている。

## ソフトウェア
Jaikuは、PC向けウェブサイト、携帯電話向けウェブサイト、Series 60プラットフォームの携帯電話上で実行されるクライアントアプリケーションで構成されていた。
Jaikuは、Jaiku Mobileクライアントソフトウェアを介してNokia S60プラットフォームのモバイルデバイスと互換性があった。ソフトウェアは、ユーザーが自分のJaikuページにソフトウェアを介して投稿を行うことができた。
JaikuはAPIを公開し、プログラマがFeedalizrなどの独自のサードパーティ製のソフトウェアコンポーネントを作成することができるようにした。JaikuとTwitterとの主な違いの一つは、Flickrの写真、last.fmの音楽、携帯電話の位置情報など、他のプログラムを利用してユーザーのオンライン活動を共有するインターネットフィードであるLifestreamだった。Jaikuがオープンソース化されてからは、Lifestream機能は削除された。

## 機能
Jaiku.comでは、ユーザが自分の考えや意見、コメントを投稿することができた。ユーザが作成した投稿は「ジャイクス」(Jaikus)と呼ばれ、ユーザはそれらを公開するか非公開にするかを選択することができた。サイトでは、ユーザ同士が連絡を取り合うことができ、ウェブサイトやモバイルアプリケーションを介して友人と交流することができた。